# Kurt Pahlen

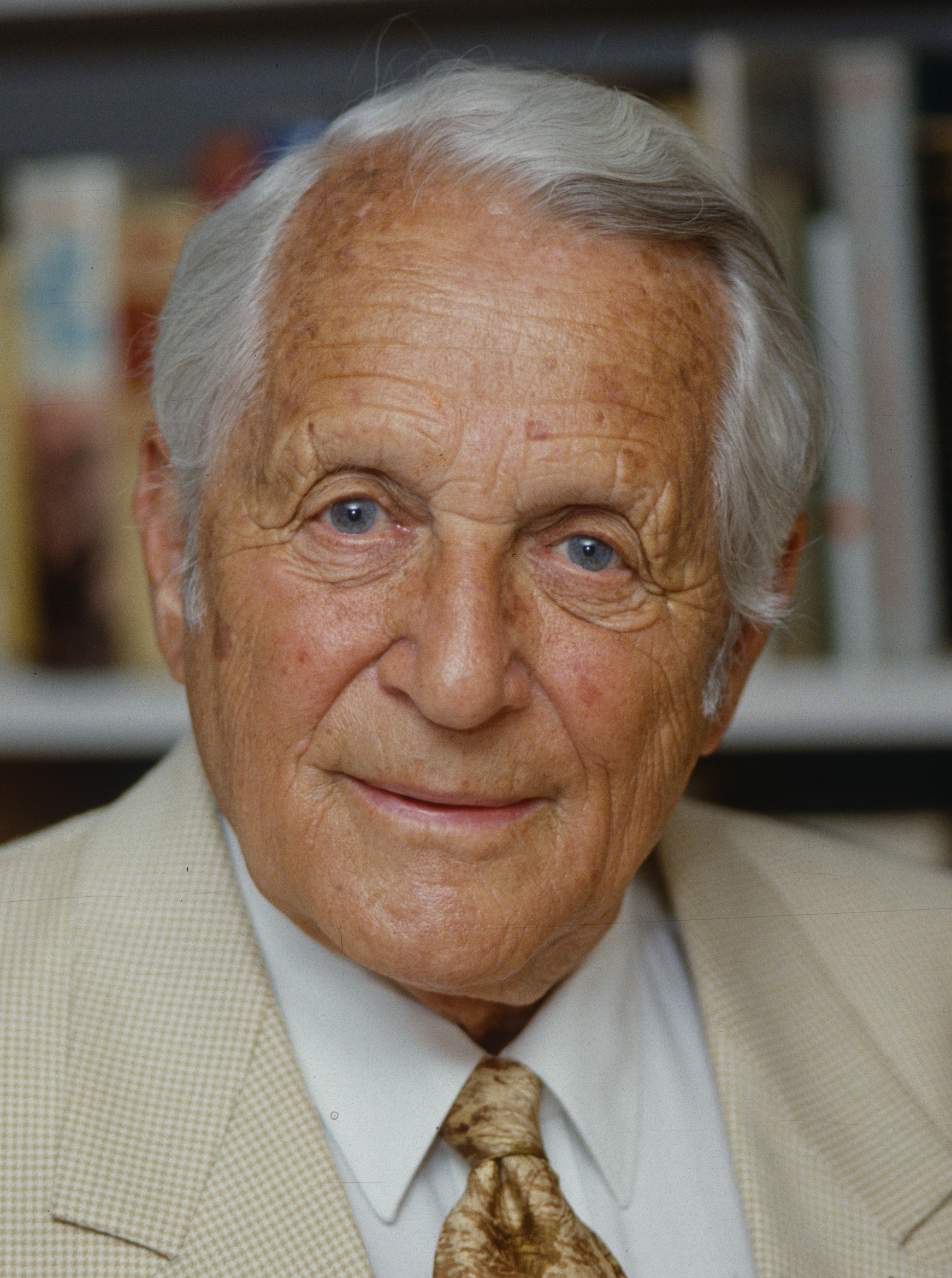
Kurt Pahlen (1992)

Kurt Pahlen (Viena, 26 de mayo de 1907 - Lenk im Simmental, 24 de julio de 2003) fue un escritor, compositor y director de orquesta austríaco.

## Biografía
En 1929 se doctoró en la Academia de Música de Viena, tras lo cual comenzó su carrera de concertista en la misma ciudad. En 1938 emigró a la Argentina, después de que fuera anexada Austria a la Alemania nazi. Allí fue director de la Orquesta Filarmónica de Buenos Aires y en 1957 asumió la dirección del Teatro Colón, uno de los más importantes teatros del mundo. Desarrolló una importante labor pedagógico-musical. También fue director del Coro Juvenil de Radio Nacional en Buenos Aires.
Fue autor de más de sesenta libros sobre música (entre ellos ``El Maravilloso Mundo de la Música´´ dedicado a los niños) y temas relacionados, entre los que se encuentra una Enciclopedia Mundial de la Música.